# Bord-Saint-Georges
Bord-Saint-Georges is een gemeente in het Franse departement Creuse (regio Nouvelle-Aquitaine) en telt 336 inwoners (1999). De plaats maakt deel uit van het arrondissement Guéret.

## Geografie
De oppervlakte van Bord-Saint-Georges bedraagt 31,2 km², de bevolkingsdichtheid is 10,8 inwoners per km².
De onderstaande kaart toont de ligging van Bord-Saint-Georges met de belangrijkste infrastructuur en aangrenzende gemeenten.

## Demografie
Onderstaande figuur toont het verloop van het inwonertal (bron: INSEE-tellingen).